# Penn Yan
Penn Yan település az USA New York államában, Yates megyében, melynek megyeszékhelye is. Lakosainak száma 5056 fő (2020. április 1.).

## Népesség
A település népességének változása:

| 2010 | 5 159 |
| 2020 | 5 056 |